# Pherotesia flavicincta
Pherotesia flavicincta är en fjärilsart som beskrevs av W. Warren 1905. Pherotesia flavicincta ingår i släktet Pherotesia och familjen mätare. Inga underarter finns listade i Catalogue of Life.